# Made in Spain (álbum)
Made in Spain es el nombre del sexto álbum de estudio grabado por el cantante español
 Miguel Bosé, fue lanzado al mercado de habla hispana bajo el sello discográfico CBS Discos a mitades de 1983.
La principal y más llamativa característica de este álbum es el diseño de su portada; realizada por el aclamado artista neoyorquino Andy Warhol.
Para la creación de esta portada, Miguel Bosé viajó a Nueva York y participó en una sesión de fotos en The Factory, el mítico estudio de Andy Warhol. El artista estadounidense lo retrató utilizando su característico método de serigrafía, experimentando con colores vibrantes y contrastes marcados. El resultado fue una imagen que fusionaba la estética del pop art con el estilo sofisticado de Bosé, proyectando una imagen moderna y cosmopolita. Durante el encuentro, Warhol sugirió el título del álbum, Made in Spain, una frase que condensaba la intención de Bosé de representar su identidad española desde una perspectiva internacional. El propio cantante escribió a mano el título en la portada, aportando un toque artesanal que contrastaba con la reproducción mecánica de la imagen, una dualidad muy presente en la obra de Warhol.
El álbum consta de 10 canciones, algunas de las cuales tienen un ritmo latino; debido a la evolución del artista y otras siguen siendo canciones melódicas como en sus anteriores trabajos.  Algunas son autoría de José María Cano del grupo español Mecano.

## Antecedentes
A mitades de 1982, la compañía de discos CBS comienza a presionar al artista, el cual en esos momentos se encontraba viviendo en Nueva York, para comenzar a planear y grabar su siguiente disco; para lo cual, se unen al equipo de producción del cubano Óscar Gómez, el cual ya había trabajado con Bosé en el exitoso disco Miguel durante 1980 con su éxito Don Diablo. 
Tanto Bosé como el productor Óscar Gómez comenzaron la recopilación de las canciones a grabar, buscando canciones más frescas y con sonido latino para dar un giro a la carrera del cantante; ya que tanto el público como la música en español estaban evolucionando; aunque los directivos de la compañía CBS los presionó para que el artista continuará bajo la misma línea de sus anteriores álbumes, grabando temas melódicos y algunos traducidos desde éxitos en inglés pensando en asegurar el éxito del álbum.
En una de las visitas que realizó Bosé, al estudio de su amigo Andy Warhol The factory, fue dónde surgió la portada y el título de este álbum, sugeridos por el mismo artista creativo.

## Promoción
A mitades de 1983; 'Made in Spain' es lanzado al mercado de España y comienza a promocionarse a través del sencillo La chula el cual obtiene un buen recibimiento por sus fanes y continuando el éxito de la carrera del cantante.
Para la promoción del LP, Bosé actualiza su imagen apareciendo un corte de cabello más adecuado a la época y utilizando atuendos con sacos y pantalones más holgados todo en blanco.   En México, para la presentación del álbum, Bosé graba un programa especial de televisión, en donde graban el videoclip de la canción La chula junto a la banda mexicana Fresas con crema convirtiéndose en el primer video de promoción del artista.
En julio de 1983, Miguel Bosé aparece en la portada de la revista americana Interview fotografiado por el artista Richard Bernstein.
Tanto el álbum en general como el segundo sencillo lanzado Fuego tienen un recibimiento moderado por la crítica debido a que tanto los fanes del artista como la industria de la música esperaban una evolución del artista hacía lo que estaba sucediendo en España con el fenómeno musical de la Movida Madrileña de los años 80 y en Latinoamérica bajo la corriente de Rock en tu idioma.
El álbum también fue editado para el mercado italiano llamándolo Milano / Madrid.
En febrero del año de 1984; durante la gira de promoción del álbum por América Latina, Miguel Bosé se presenta nuevamete con gran éxito en Chile dentro del Festival Internacional de la Canción de Viña Del Mar.

## Lista de canciones
| Made in Spain |                                                                      |                                               |          |  |
| N.º           | Título                                                               | Escritor(es)                                  | Duración |  |
| 1.            | «Fuego»                                                              | Luis G. Escolar, Carlos G. Berlanga, I. Canut | 3:26     |  |
| 2.            | «Sin ton ni son»                                                     | Luis G. Escolar, J. Seijas                    | 3:10     |  |
| 3.            | «La chula»                                                           | M. Bosé, R. Girón                             | 3:44     |  |
| 4.            | «Septiembre»                                                         | M. Pérez, J. Losada, R. Girón, J. Morato      | 3:58     |  |
| 5.            | «Panama Connection»                                                  | M. Bosé, S. Auserón, L. Bonati, J. Borsani    | 3:35     |  |
| 6.            | «Snack Bar (Everybody loves a lover)»                                | R. Adler, R Aliet, Adapt.: Luis G. Escolar    | 2:44     |  |
| 7.            | «Por un amor relámpago (A song for gail/What have we got her into?)» | Russ Ballard, Adapt.: Luis G. Escolar         | 4:32     |  |
| 8.            | «Te quiero amor»                                                     | J. M. Cano                                    | 3:27     |  |
| 9.            | «Los ojos del miedo (Serie negra)(Let sleeping dogs lie)»            | S. Kipner, P. Emmanuel, Adapt.: M. Bosé       | 3:24     |  |
| 10.           | «23 horas al día»                                                    | J. M. Cano                                    | 3:23     |  |
| 35:51         |                                                                      |                                               |          |  |

## Créditos de realización
- Arreglos: Billy Lyall, Graham Preskett, Richard Myhill, Óscar Gómez
- Portada: Andy Warhol
- Productor: Óscar Gómez